# Округ Веб (Тексас)
Округ Веб (енгл. Webb County) је округ у америчкој савезној држави Тексас. По попису из 2010. године број становника је 250.304.

## Демографија
Према попису становништва из 2010. у округу је живело 250.304 становника, што је 57.187 (29,6%) становника више него 2000. године.
| Група             | 2000.           | 2010.           |
| Белци             | 9.508 (4,9%)    | 8.345 (3,3%)    |
| Афроамериканци    | 713 (0,4%)      | 1.132 (0,5%)    |
| Азијати           | 833 (0,4%)      | 1.464 (0,6%)    |
| Хиспаноамериканци | 182.070 (94,3%) | 239.653 (95,7%) |
| Укупно            | 193.117         | 250.304         |